# Dejan Mileusnić
Dejan Mileusnić (ur. 16 listopada 1991) – bośniacki lekkoatleta specjalizujący się w rzucie oszczepem.
W 2012 odpadł w eliminacjach podczas mistrzostw Europy oraz zdobył złoty medal mistrzostw krajów bałkańskich. Podczas igrzysk śródziemnomorskich w 2013 zajął czwarte miejsce, a następnie był finalistą młodzieżowych mistrzostw Europy, odpadł w eliminacjach mistrzostw Europy (2014) oraz ponownie wywalczył złoto mistrzostw krajów bałkańskich (2015). W 2018 roku zdobył brązowy medal igrzysk śródziemnomorskich.
Złoty medalista mistrzostw kraju (m.in. Banja Luka 2011, Banja Luka 2012, Zenica 2013). Uczestnik drużynowych mistrzostw Europy oraz zimowego pucharu Europy.
Rekord życiowy: 81,63 (18 czerwca 2016, Zenica) – wynik ten jest rekordem Bośni i Hercegowiny.

## Osiągnięcia
| Rok  | Impreza                                   | Miejsce              | Lokata            | Wynik |
| ---- | ----------------------------------------- | -------------------- | ----------------- | ----- |
| 2011 | III liga drużynowych mistrzostw Europy    | Reykjavík            | 3. miejsce        | 69,71 |
| 2012 | Zimowy puchar Europy w rzutach            | Bar                  | 12. miejsce       | 72,06 |
| 2012 | Mistrzostwa Europy                        | Helsinki             | el. – 20. miejsce | 73,84 |
| 2012 | Mistrzostwa krajów bałkańskich            | Eskişehir            | 1. miejsce        | 75,23 |
| 2013 | Zimowy puchar Europy w rzutach            | Castelló de la Plana | 3. miejsce U23    | 74,43 |
| 2013 | III liga drużynowych mistrzostw Europy    | Bańska Bystrzyca     | 6. miejsce        | 66,13 |
| 2013 | Igrzyska śródziemnomorskie                | Mersin               | 4. miejsce        | 77,27 |
| 2013 | Młodzieżowe mistrzostwa Europy            | Tampere              | 6. miejsce        | 77,65 |
| 2013 | Mistrzostwa krajów bałkańskich            | Stara Zagora         | 1. miejsce        | 76,34 |
| 2014 | Zimowy puchar Europy w rzutach            | Leiria               | 4. miejsce        | 80,40 |
| 2014 | Mistrzostwa Europy                        | Zurych               | el. – 27. miejsce | 72,52 |
| 2015 | Zimowy puchar Europy w rzutach            | Leiria               | 12. miejsce       | 68,10 |
| 2015 | Uniwersjada                               | Gwangju              | 9. miejsce        | 75,37 |
| 2016 | Mistrzostwa krajów bałkańskich            | Pitești              | 1. miejsce        | 77,83 |
| 2016 | Mistrzostwa Europy                        | Amsterdam            | el. – 25. miejsce | 75,00 |
| 2017 | Puchar Europy w rzutach                   | Las Palmas           | 8. miejsce        | 68,19 |
| 2017 | Mistrzostwa krajów bałkańskich            | Novi Pazar           | 3. miejsce        | 73,37 |
| 2018 | Igrzyska śródziemnomorskie                | Tarragona            | 3. miejsce        | 71,95 |
| 2018 | Mistrzostwa krajów bałkańskich            | Stara Zagora         | 5. miejsce        | 71,77 |
| 2018 | Mistrzostwa Europy                        | Berlin               | el. – 28. miejsce | 67,16 |
| 2019 | III liga drużynowych mistrzostw Europy    | Skopje               | 1. miejsce        | 76,86 |
| 2019 | Mistrzostwa krajów bałkańskich            | Prawec               | 4. miejsce        | 71,68 |
| 2020 | Mistrzostwa krajów bałkańskich            | Kluż-Napoka          | 3. miejsce        | 79,57 |
| 2021 | Puchar Europy w rzutach                   | Split                | 14. miejsce       | 72,37 |
| 2021 | III liga drużynowych mistrzostw Europy    | Limassol             | 3. miejsce        | 73,78 |
| 2021 | Mistrzostwa krajów bałkańskich            | Smederevo            | 3. miejsce        | 76,59 |
| 2022 | Mistrzostwa krajów bałkańskich            | Krajowa              | 4. miejsce        | 73,67 |
| 2022 | Igrzyska śródziemnomorskie                | Oran                 | 4. miejsce        | 75,70 |
| 2023 | III dywizja drużynowych mistrzostw Europy | Chorzów              | 1. miejsce        | 71,81 |
| 2025 | III dywizja drużynowych mistrzostw Europy | Maribor              | 4. miejsce        | 63,15 |